# Panhard
Panhard je bil francoski proizvajalec motornih vozil, ki je začel kot eden prvih proizvajalcev avtomobilov. Bilo je proizvajalec lahkih taktičnih in vojaških vozil. Njegova zadnja inkarnacija, ki je zdaj v lasti Renault Trucks Defense, je nastala s prevzemom Panharda s strani Auverlanda leta 2005, nato pa s strani Renaulta leta 2012. Leta 2018 so se Renault Trucks Defence, ACMAT in Panhard združili pod eno samo blagovno znamko Arquus.